# 표면장력

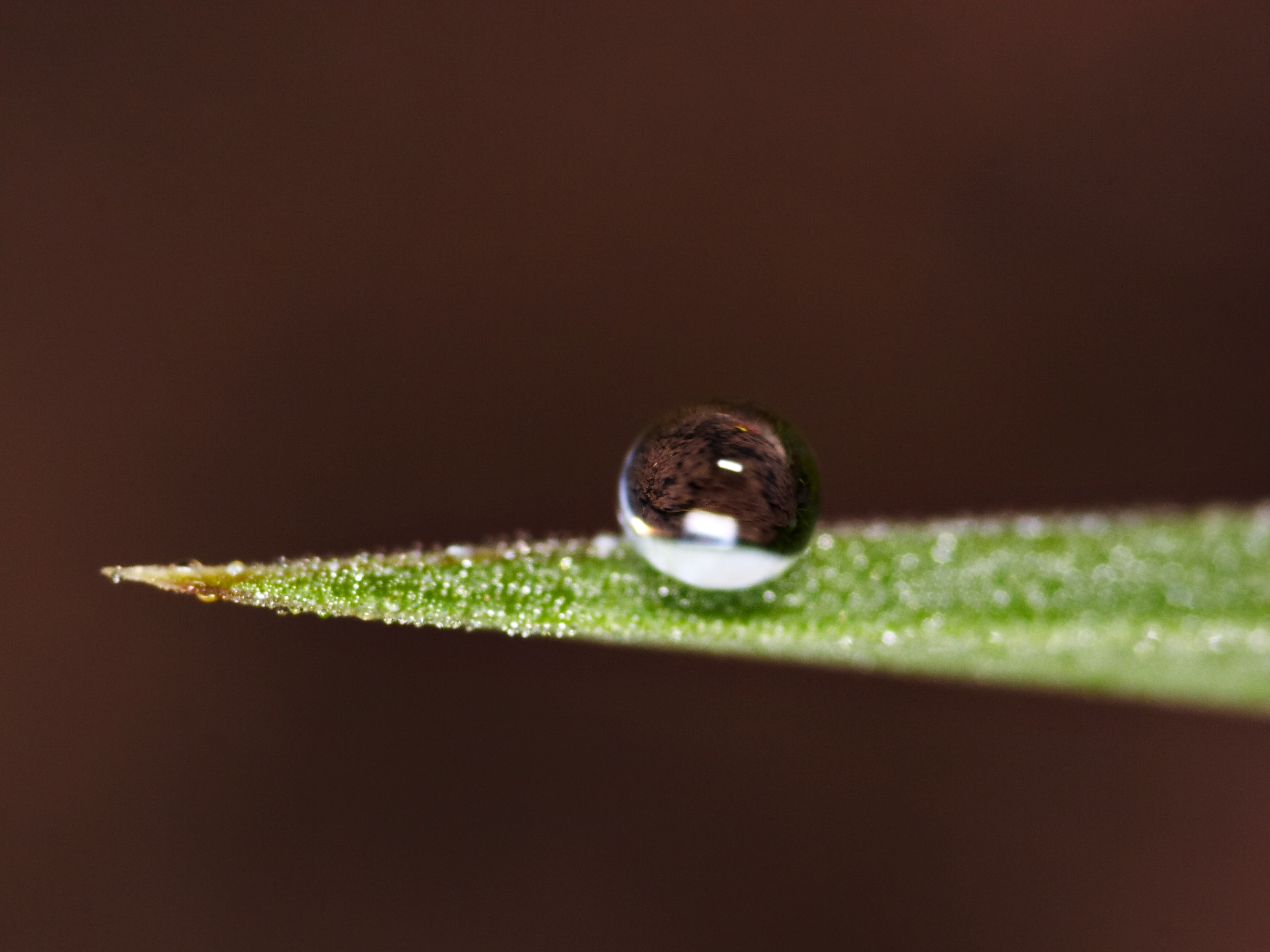
잎에 맺힌 물방울

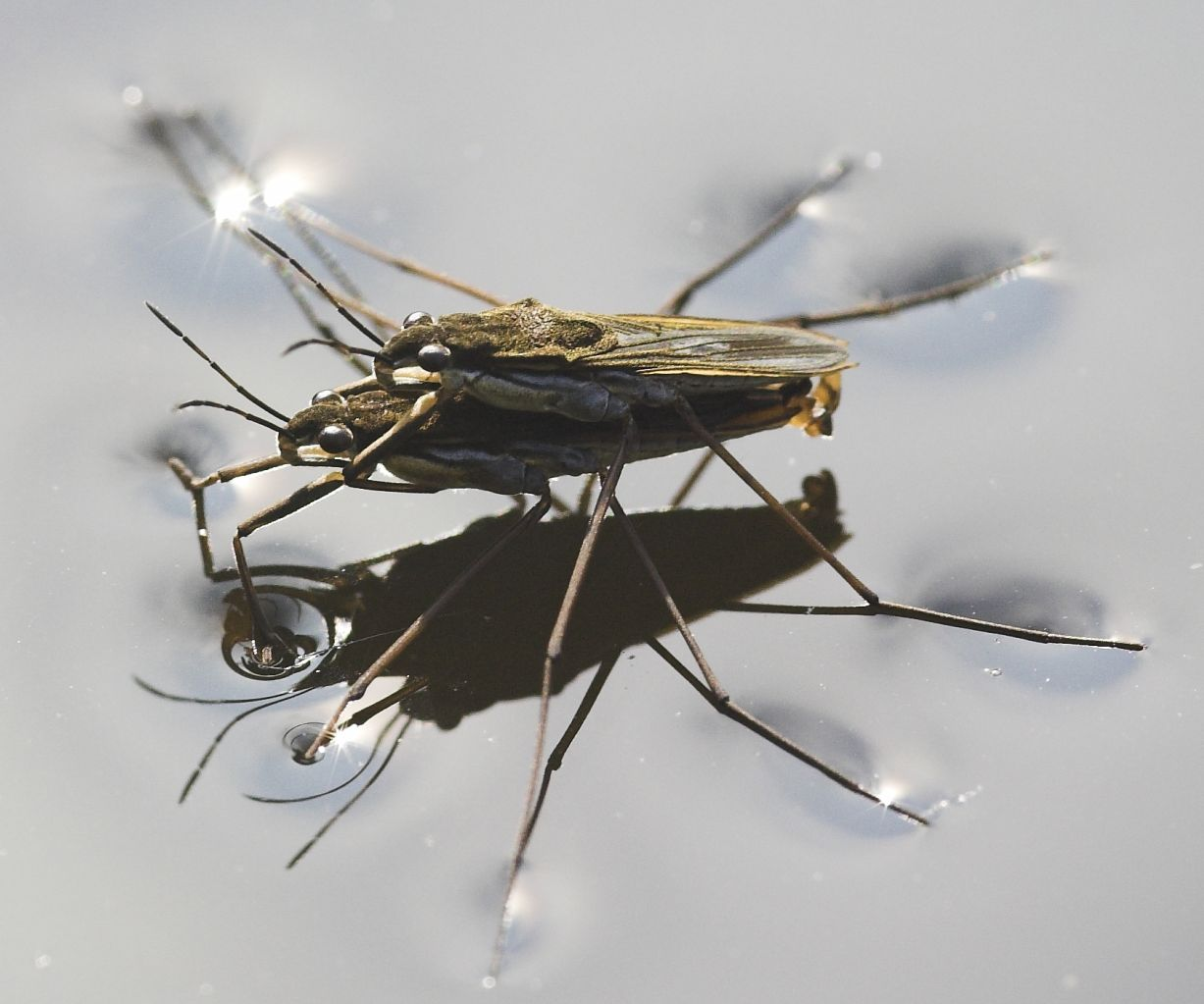
소금쟁이가 물에 떠 있다.

수도꼭지에서 물이 떨어지는 모습

모세관 현상

표면장력(表面張力, 영어: surface tension)은 액체의 표면이 스스로 수축하여 되도록 작은 면적을 취하려는 힘의 성질을 말하며 계면장력의 일종이다. 소금쟁이과와 같은 곤충이 물 위에 걸을 수 있게 도와 주는 것도 이 속성에서 비롯한다. 또 다른 예로 바늘 등의 금속 물질, 면도 칼날, 포일 조각과 같은 조그마한 물체들이 물 표면 위에 뜨는 것을 들 수 있다. 이는 모세관 현상과 밀접한 관계가 있다.
분자 사이에 작용하는 힘에 따라 분자가 서로 접촉하여 응축하려고 하며, 이 결과 표면적이 적은 원모양이 되려고 한다. 물방울이나 비눗방울이 둥글게 되는 것도 이 원리에 따른 것이라고 할 수 있다.
표면장력은 온도가 오르면 낮아진다. 온도가 오르면 분자 운동이 활발하게 되는 것도 이와 관련이 있다. 또, 불순물에 의해서도 영향을 받는다.
표면장력은 측정기를 통해 측정할 수 있다. 또, 액체의 물리적, 화학적 작용은 표면 장력을 고려하지 않으면 이해가 불가능하다.
수은 > 물 > 비눗물 > 에탄올 순으로 표면 장력이 크다. 비누나 합성 세제와 같은 계면활성제는 물에 녹아서 물의 표면 장력을 감소시킨다. 표면장력이 클수록 분자 간의 인력이 강하기 때문에 증발하는 데 많은 시간이 걸린다.

## 정의

액체의 한 분자의 힘을 그린 그림

### 열역학 정의
열역학에 대한 표면장력의 뜻은 넓다:
표면장력 σ은 온도 T와 장력 p에서 바뀌지 않는 상태에 있는 기브스 자유 에너지 G에 대한 면적 A의 편미분이다:
{\displaystyle \sigma =\left({\frac {\partial G}{\partial A}}\right)_{T,p}}
기브스 자유 에너지의 단위는 에너지 단위이다. 반면 표면장력의 단위는 에너지/면적이다.

## 물의 표면장력
물은 수소 결합에 의해 분자 간의 인력이 크기 때문에 다른 액체에 비해 표면 장력이 크다. 물의 표면 장력을 감소시키는 간단한 실험이 있다. 바늘이 떠 있는 물에 계면 활성제인 비눗물이 묻은 손가락을 넣으면 비누가 물의 표면 장력을 약화시키므로, 물 위에 떠 있던 바늘이 가라앉게 된다. 또한 비눗물과 접촉한 부분의 물의 표면 장력이 감소하면서 물 분자들이 인력이 강한 쪽으로 이동하므로, 바늘은 비눗물이 묻은 손가락으로부터 밀려난다.

## 물방울
왼쪽 그림에서 표면장력을 T라고 하고 물방울 내부와 외부의 압력차를 p, 물방울 직경을 d라고 한다면 표면장력에 의해 물방울의 잘라진 면의 원주에 작용하는 합력과 압력차에 의해 발생하는 힘이 평형을 이루기 때문에, 이들의 관계를 다음과 같이 나타낼 수 있다.
{\displaystyle \pi dT={\frac {\pi }{4}}d^{2}p}
{\displaystyle T={\frac {dp}{4}}}

## 자료표
| 액체                   | 온도 °C | 표면 장력, γ |
| ---------------------- | ------- | ------------ |
| 글리세롤               | 20      | 63           |
| 다이에틸 에테르        | 20      | 17.0         |
| 물                     | 0       | 75.64        |
| 물                     | 25      | 71.97        |
| 물                     | 50      | 67.91        |
| 물                     | 100     | 58.85        |
| 메탄올                 | 20      | 22.6         |
| 수은                   | 15      | 487          |
| 아세톤                 | 20      | 23.7         |
| 아세트산               | 20      | 27.6         |
| 아세트산 (40.1%) + 물  | 30      | 40.68        |
| 아세트산 (10.0%) + 물  | 30      | 54.56        |
| 아이소프로필 알코올    | 20      | 21.7         |
| n-옥테인               | 20      | 21.8         |
| 염산 17.7M 수용액      | 20      | 65.95        |
| 염화나트륨 6.0M 수용액 | 20      | 82.55        |
| 에탄올                 | 20      | 22.27        |
| 에탄올 (40%) + 물      | 25      | 29.63        |
| 에탄올 (11.1%) + 물    | 25      | 46.03        |
| 자당 (55%) + 물        | 20      | 76.45        |
| n-헥세인               | 20      | 18.4         |

## 사진첩

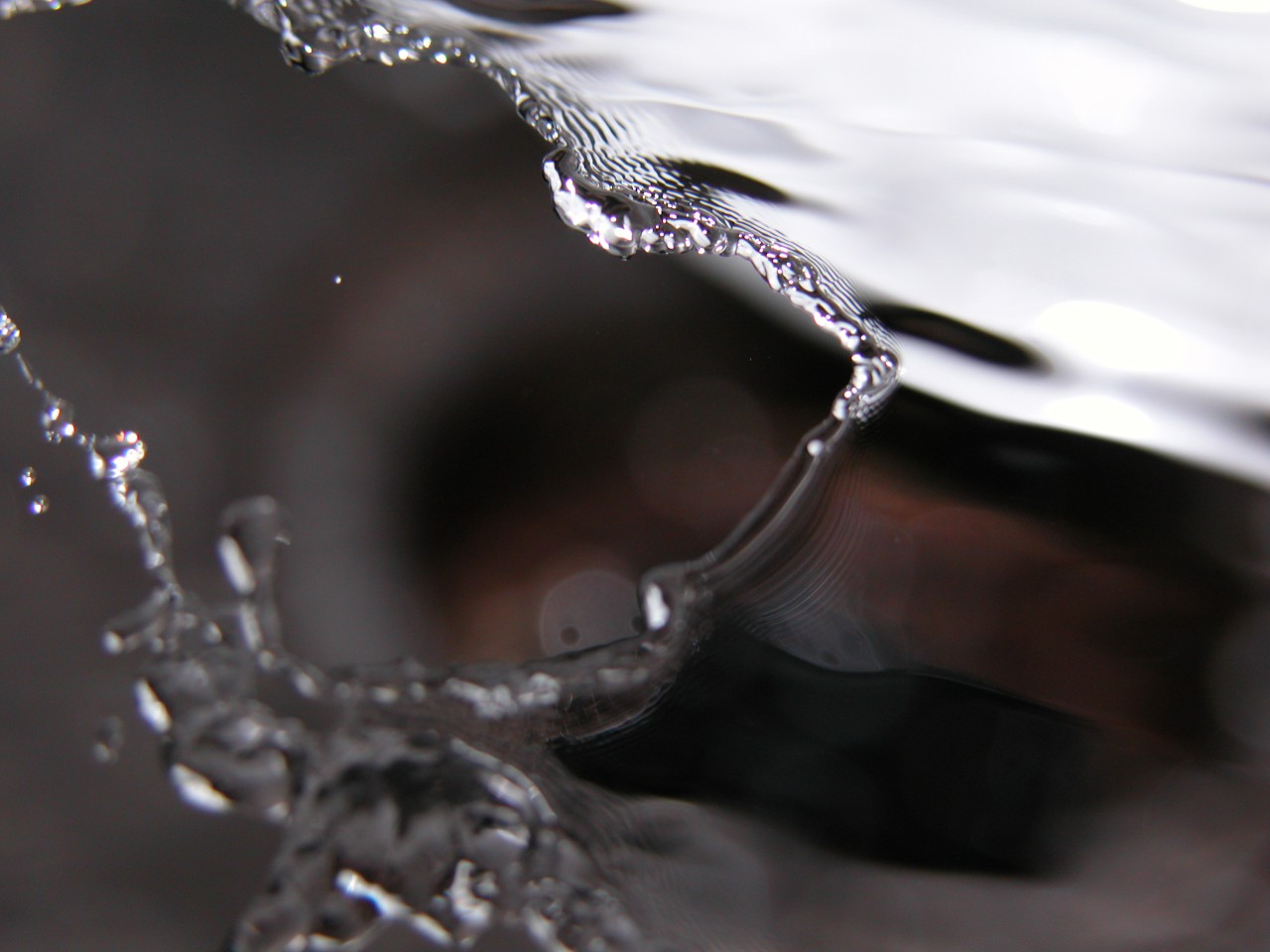
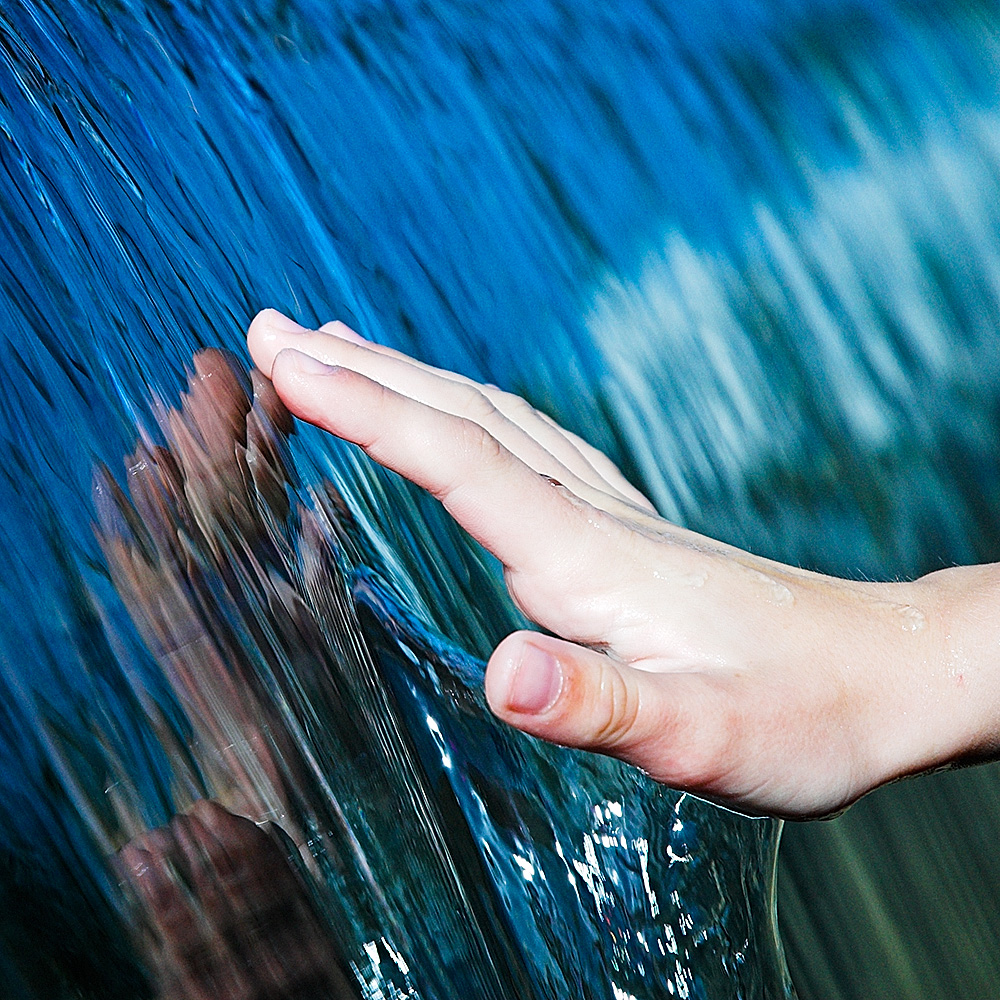
흐르는 물에 손을 대고 있는 사진.
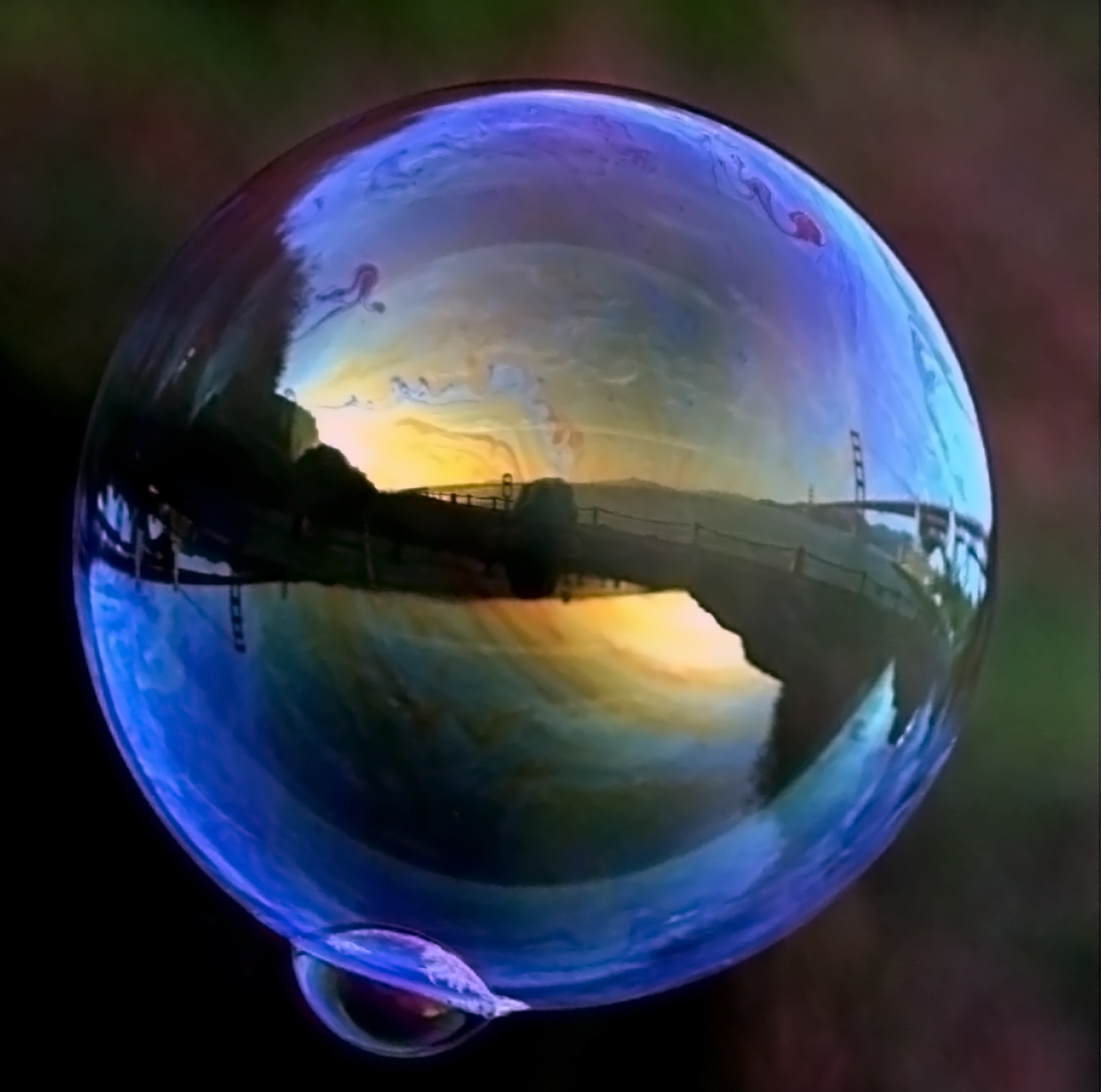
비누 거품은 내부 기체 압력에 표면장력의 균형을 맞춘다.
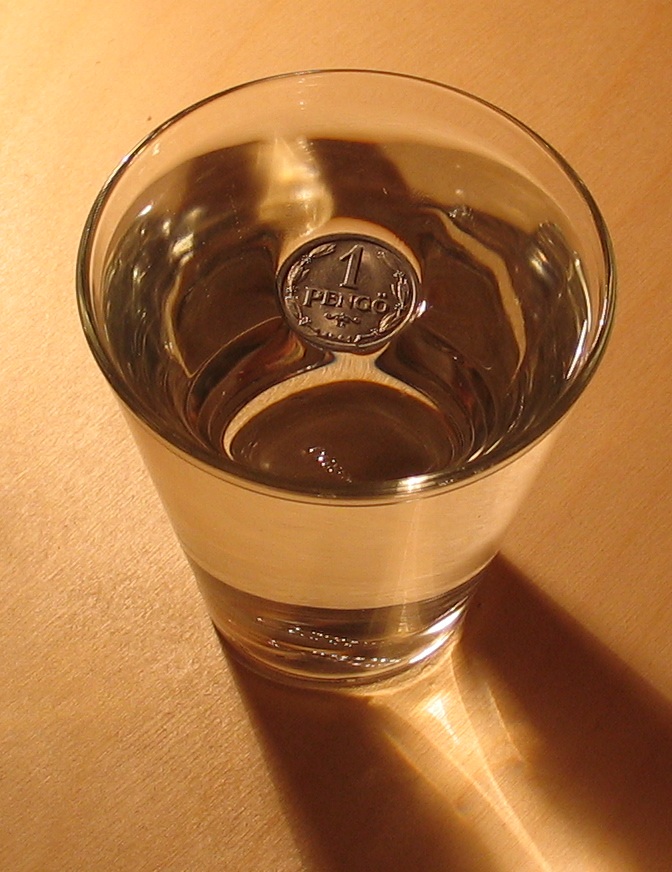
표면장력은 동전이 가라앉는 것을 막는다. 동전은 물보다 밀도가 더 크기 때문에 부력만으로 뜨지는 않는다.
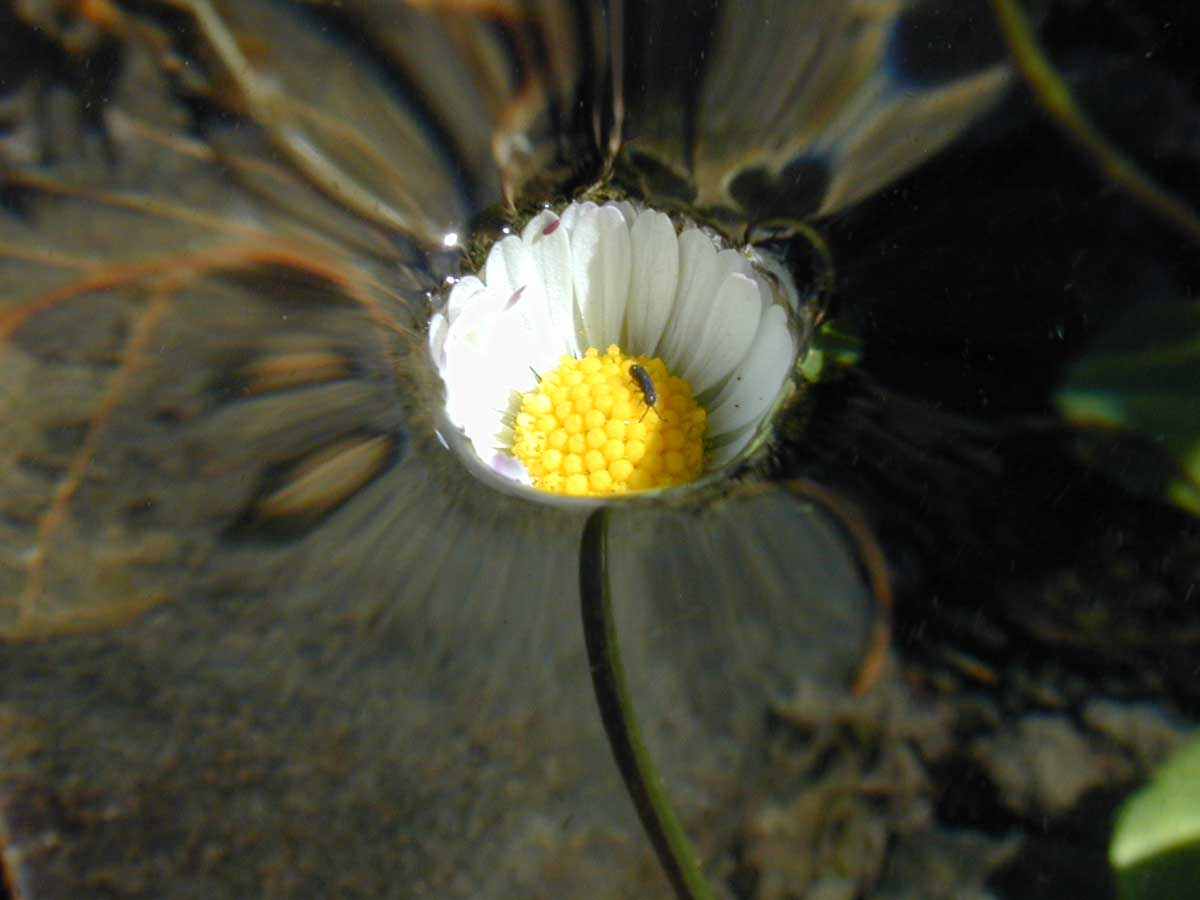
데이지.
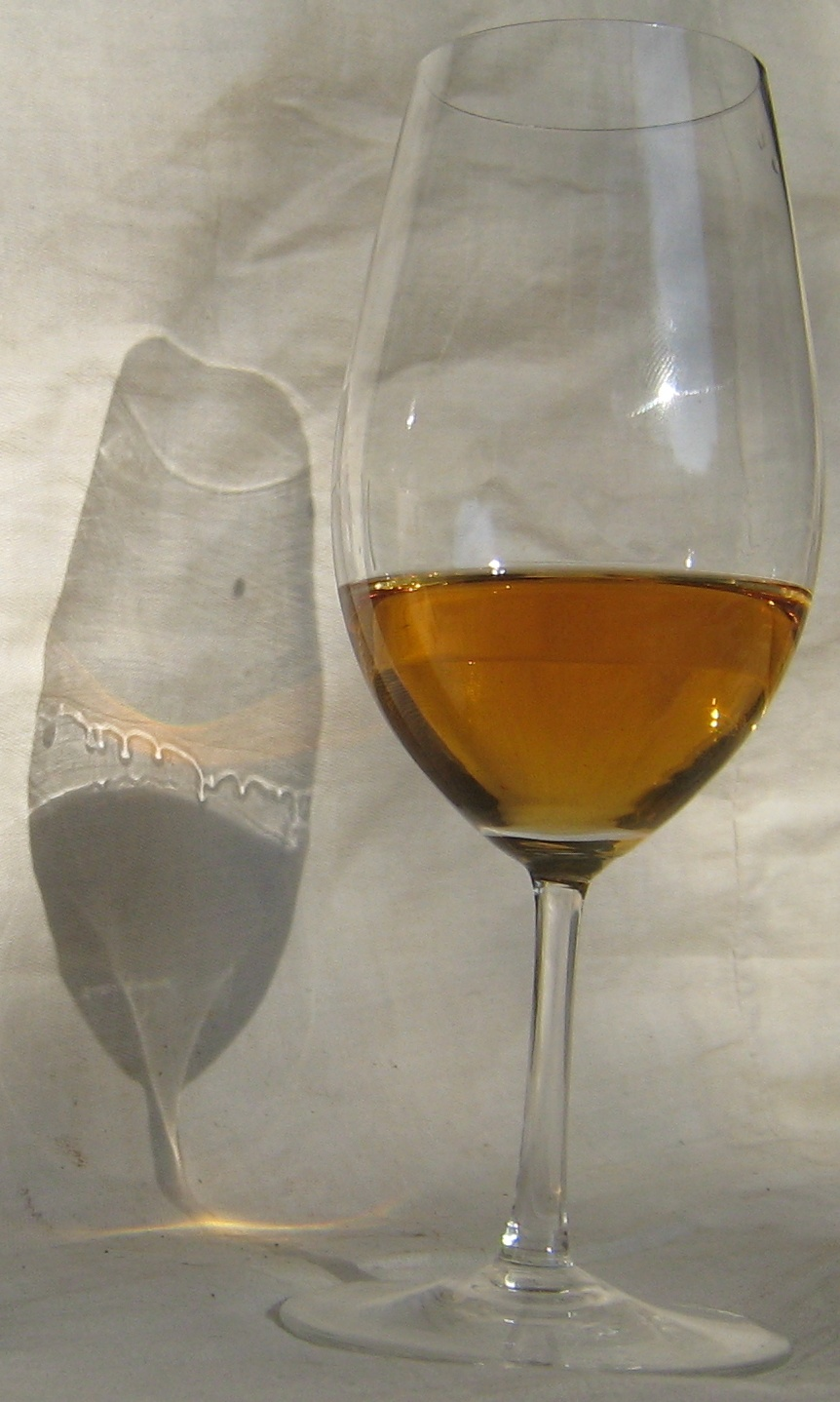
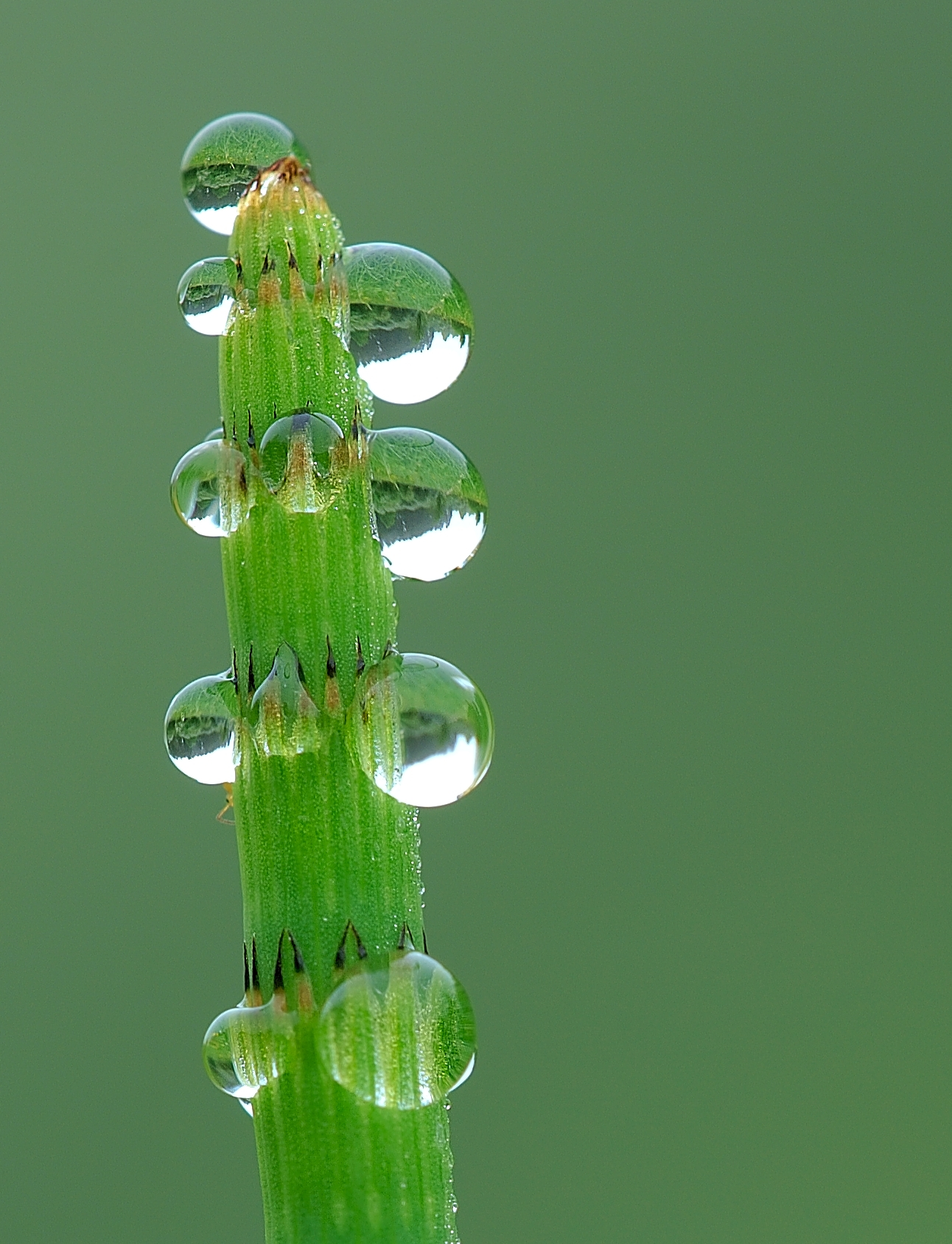
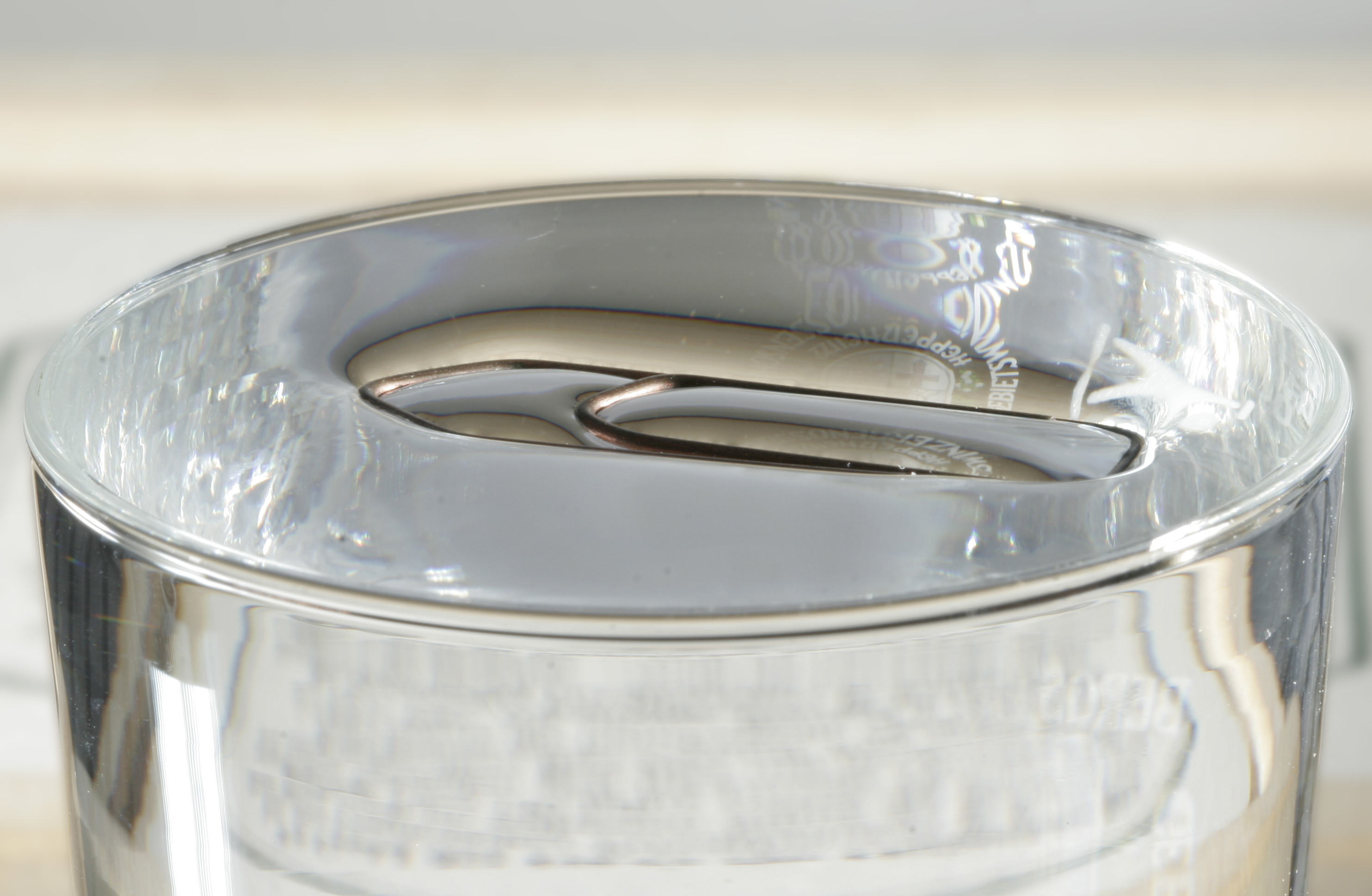
금속 종이 클립이 물 위에 떠 있다.

## 같이 보기
- 모세관 현상